# جنيه روديسيا ونياسالاند
الجنيه الإسترليني عملة اتحاد روديسيا ونياسالاند. وكان مقسمًا إلى عشرين شلنًا، كل منها يساوي ١٢ بنسًا.

## تاريخ
تأسس الاتحاد عام ١٩٥٣، وأُصدرت العملة الجديدة عام ١٩٥٥ لتحل محل الجنيه الروديسي الجنوبي الذي كان متداولاً في جميع أنحاء الاتحاد ( روديسيا الجنوبية، وروديسيا الشمالية، ونياسالاند). حل جنيه روديسيا ونياسالاند محل الجنيه الروديسي الجنوبي بالقيمة الاسمية، وكان مربوطاً بالجنيه الإسترليني بالقيمة الاسمية.
انحل الاتحاد في نهاية عام ١٩٦٣، وعادت الأقاليم الثلاثة إلى مستعمرات بريطانية منفصلة. في النصف الثاني من عام ١٩٦٤، نالت نياسالاند استقلالها تحت اسم ملاوي، وروديسيا الشمالية تحت اسم زامبيا، وأعلنت روديسيا الجنوبية تغيير اسمها إلى روديسيا. أصدرت كل منها جنيهاتها الخاصة، مساوية لجنيه روديسيا ونياسالاند. انظر الجنيه الملاوي، والجنيه الزامبي، والجنيه الروديسي.

## عملات معدنية
أصدر الاتحاد أيضًا عملاته المعدنية الخاصة. في عام ١٩٥٥، صدرت مجموعة جديدة كاملة من العملات المعدنية تحمل وجه ماري جيليك للملكة وخلفه مجموعة من الحيوانات الأفريقية. اتبعت فئات العملات فئات الجنيه الإسترليني، وهي أنصاف البنسات والبنسات المثقوبة، وثلاثة بنسات (تُعرف باسم "تيكي")، وستة بنسات، وشلن، وقطعة من فئة شلنين ونصف كراون. صدرت إصدارات كاملة أخرى من جميع هذه العملات في عامي ١٩٥٦ و١٩٥٧، ولكن بعد ذلك، لم تُصدر سوى البنسات وأنصاف البنسات حتى صدرت إصدارات أخرى من ستة بنسات في عامي ١٩٦٢ و١٩٦٣، وثلاثة بنسات في عامي ١٩٦٣ و١٩٦٤. تحظى العملات المعدنية من الفئات الأعلى، وإن لم تكن نادرة، بشعبية كبيرة لدى هواة جمع العملات نظرًا لتصاميمها الخلفية الجذابة. سُكّت عملات الثلاثة بنسات ونصف البنس في عام ١٩٦٤ على الرغم من انتهاء الاتحاد في ٣١ ديسمبر ١٩٦٣.

## الأوراق النقدية
من عام 1956 إلى عام 1961، أصدر بنك روديسيا ونياسالاند أوراقًا نقدية بقيمة 10/-، و1 جنيه إسترليني، و5 جنيهات إسترلينية، و10 جنيهات إسترلينية. 
| يختار لا. | صورة       | صورة | قيمة                | أبعاد       | اللون الرئيسي | اللون الرئيسي | وصف                                         | وصف              | وصف             | تاريخ       | تاريخ        | تاريخ  |
| يختار لا. | وجه العملة | يعكس | قيمة                | أبعاد       | اللون الرئيسي | اللون الرئيسي | وجه العملة                                  | يعكس             | العلامة المائية | الطباعة     | مشكلة        | انسحاب |
| --------- | ---------- | ---- | ------------------- | ----------- | ------------- | ------------- | ------------------------------------------- | ---------------- | --------------- | ----------- | ------------ | ------ |
| 20        |            |      | 10/–                | 132 × 75 مم |               | بني           | نسر السمك الأفريقي والملكة إليزابيث الثانية | بحيرة نياسا      | سيسيل جون رودس  | 1956 - 1964 | 3 أبريل 1956 |        |
| 21        |            |      | 1 جنيه إسترليني     | 148 × 82 مم |               | أخضر          | النمر والملكة إليزابيث الثانية              | زيمبابوي العظيمة | سيسيل جون رودس  | 1956 - 1964 | 3 أبريل 1956 |        |
| 22        |            |      | 5 جنيهات إسترلينية  | 160 × 88 مم |               | أزرق          | الظبي الأسود والملكة إليزابيث الثانية       | شلالات فيكتوريا  | سيسيل جون رودس  | 1956 - 1964 | 3 أبريل 1956 |        |
| 23        |            |      | 10 جنيهات إسترلينية | 168 × 94 مم |               | البرتقالي     | الأسد والملكة إليزابيث الثانية              | الفيلة           | سيسيل جون رودس  | 1956 - 1964 | 3 أبريل 1956 |        |